# Левитт, Сол
Сол Левитт (англ. Sol LeWitt; 1928—2007) — американский художник, одна из ключевых фигур минимализма и концептуализма, автор теоретических работ по концептуализму.

## Биография
Родился в 1928 году в городе Хартфорд (США, штат Коннектикут) в семье еврейских эмигрантов из России.
С 1949 года изучал историю искусств в Сиракузском университете, после окончания обучения путешествовал по Европе.
Участвовал в Корейской войне: служил сначала в Калифорнии, потом в Японии и Корее. Переехал в Нью-Йорк в 1953 году, где учился в Школе визуальных искусств и основал мастерскую, параллельно работая в журнале. В 1955 году работал дизайнером у архитектора Пея в течение года.
С 1960 года работал в Музее современного искусства (MoMA). Принимал участие в проектах концептуального искусства и лэнд-арта.
Умер в 2007 году в Нью-Йорке, причиной смерти стал рак.

## Труды и выставки
- 1967 год — работа «Paragraphs on Conceptual Art» — манифест концептуалистов, обоснование теории концептуализма.
- 1968 год — Ле Витт изготовил металлический куб, зарыл его на территории Нидерландов и описал затем весь процесс исчезновения.
- 1969 год — работа по теории концептуализма «Sentences of Conceptual Art».
- 1978—1979 годы — Музей современного искусства в Нью-Йорке устроил первую ретроспективу Ле Витта.
- 1992 год — выставка Sol LeWitt Drawings 1958—1992, организованная Gemeentemuseum, Нидерланды, которая потом путешествовала три года по музеям Великобритании, Германии, Франции, Испании, США.
- 1996 год — Музей современного искусства в Нью-Йорке организовал выставку Sol LeWitt Prints: 1970—1995.

## Творчество
На Ле Витта оказали сильное влияние русские авангардисты и конструктивисты. Можно сказать, что как художник, Сол Ле Витт вышел из «Чёрного квадрата» Малевича. Куб Ле Витт называл своей «базовой единицей». Он то усекал его грани, превращая куб в решётку, то множил кубы, создавая хаос. Художник экспериментировал с формой и цветами объектов, работая с простыми геометрическими фигурами, преимущественно в монохромной технике. На более поздних этапах творчества Ле Витт создавал скульптуры и графические серии, делал настенные росписи. Работы художника находятся в крупнейших собраниях современного искусства.

## Концептуальное искусство
В своей статье для журнала Артфорум в 1967 году Сол Ле Витт привел такое определение концептуального искусства:
Когда художник прибегает к концептуальной форме искусства, это означает, что все планирование производится заранее, все решения принимаются заранее, и исполнение происходит формально, поверхностно, неглубоко…цель художника, занимающегося концептуальным искусством, — сделать свою работу интеллектуально интересной для зрителя, и при этом не затрагивающей его душу.
Ле Витт делал вещи, характеризующиеся повторами и перестановками. В 1967 он приступил к разработке настенных росписей из стандартных прямых линий, которые делала команда маляров. Ле Витт подчёркивал также, что хотя «то, как выглядит работа, не так уж и важно», определить масштаб, расположение и размер произведения все-таки следует. Что на самом деле важно, так это донести идею: «Концептуальное искусство хорошо только тогда, когда хороша идея». Сол Ле Витт ввёл также термин «экономия» относительно концептуального искусства:
Идею, которая лучше выражается в двух измерениях, не следует выражать в трех. Идеи могут выражаться числами, фотографиями, словами и ещё как-нибудь — так, как вздумается художнику, поскольку форма не имеет значения.